# Juniperus squamata
Juniperus squamata,  pino San José,  es una especie arbórea de la familia de las coníferas (división Pinophyta).

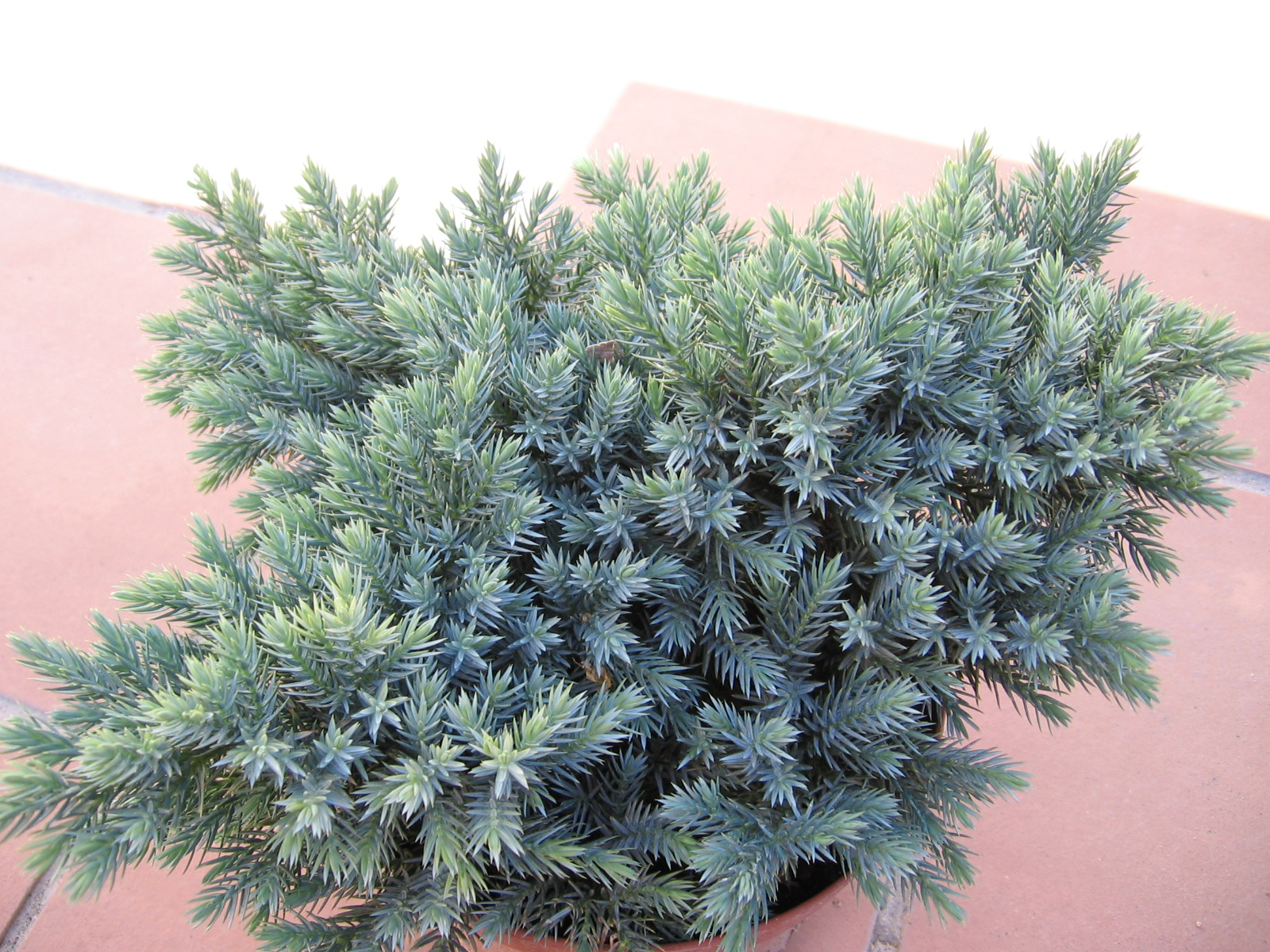
Vista de la planta

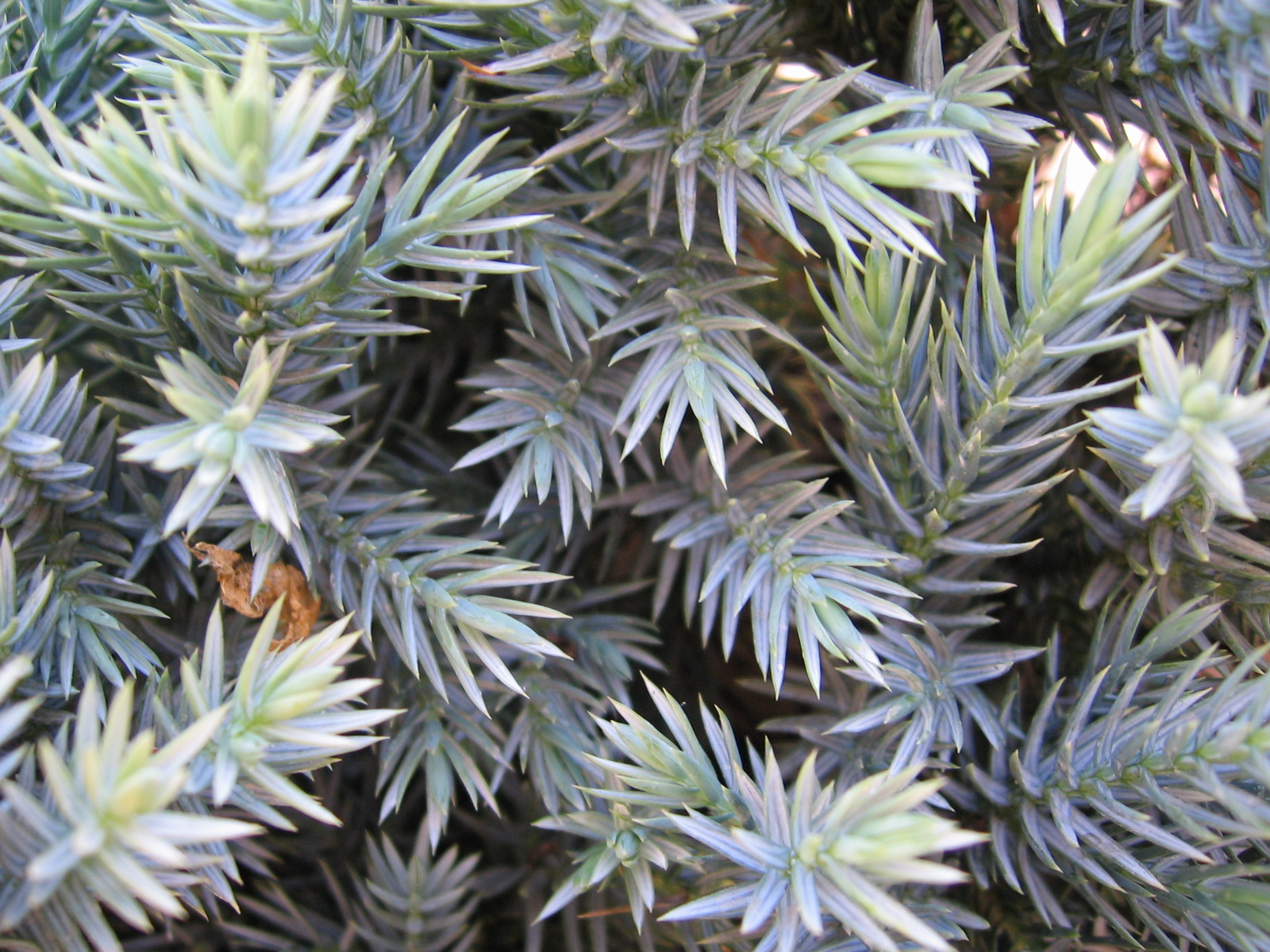
Detalle de las hojas

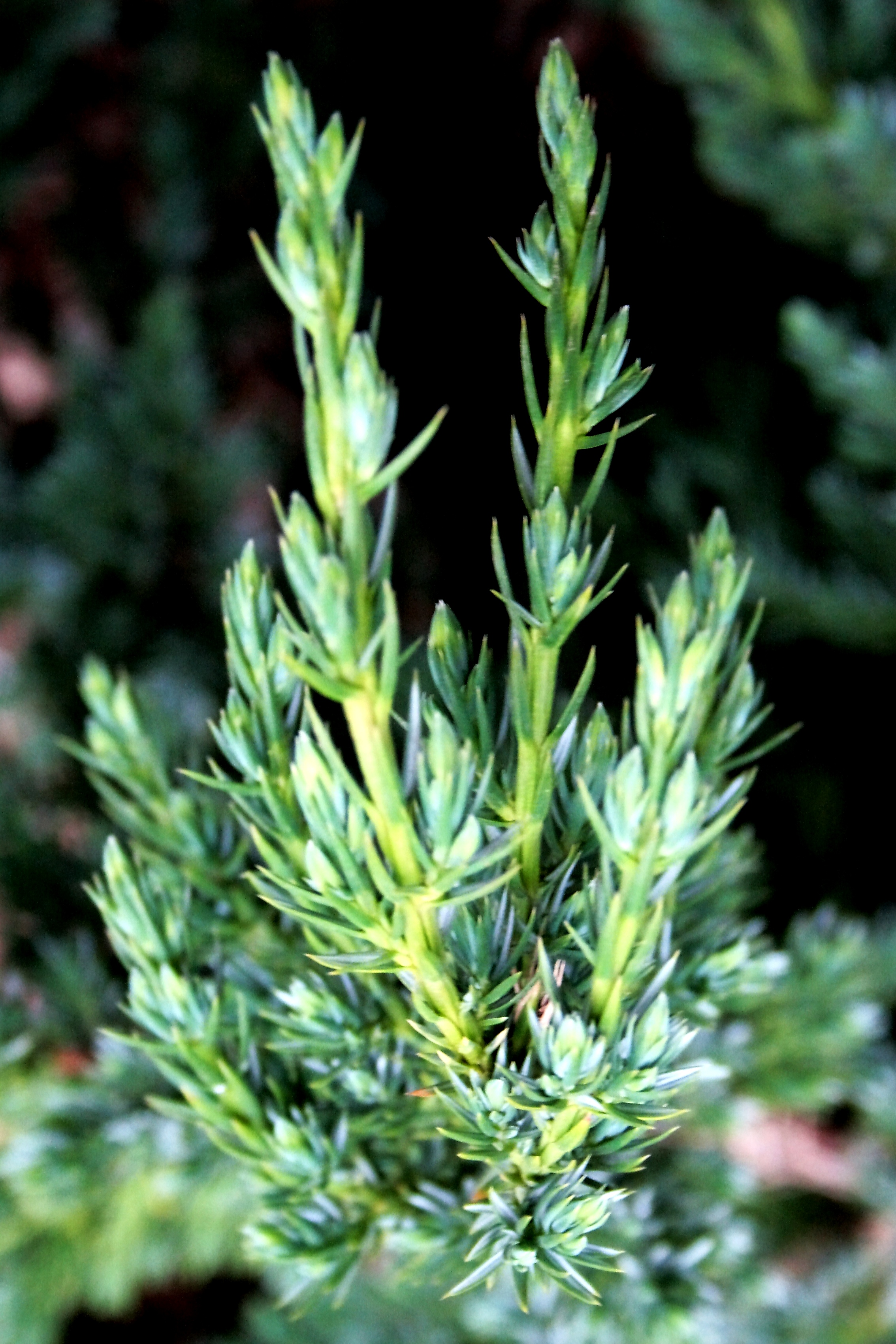
Vista de la planta

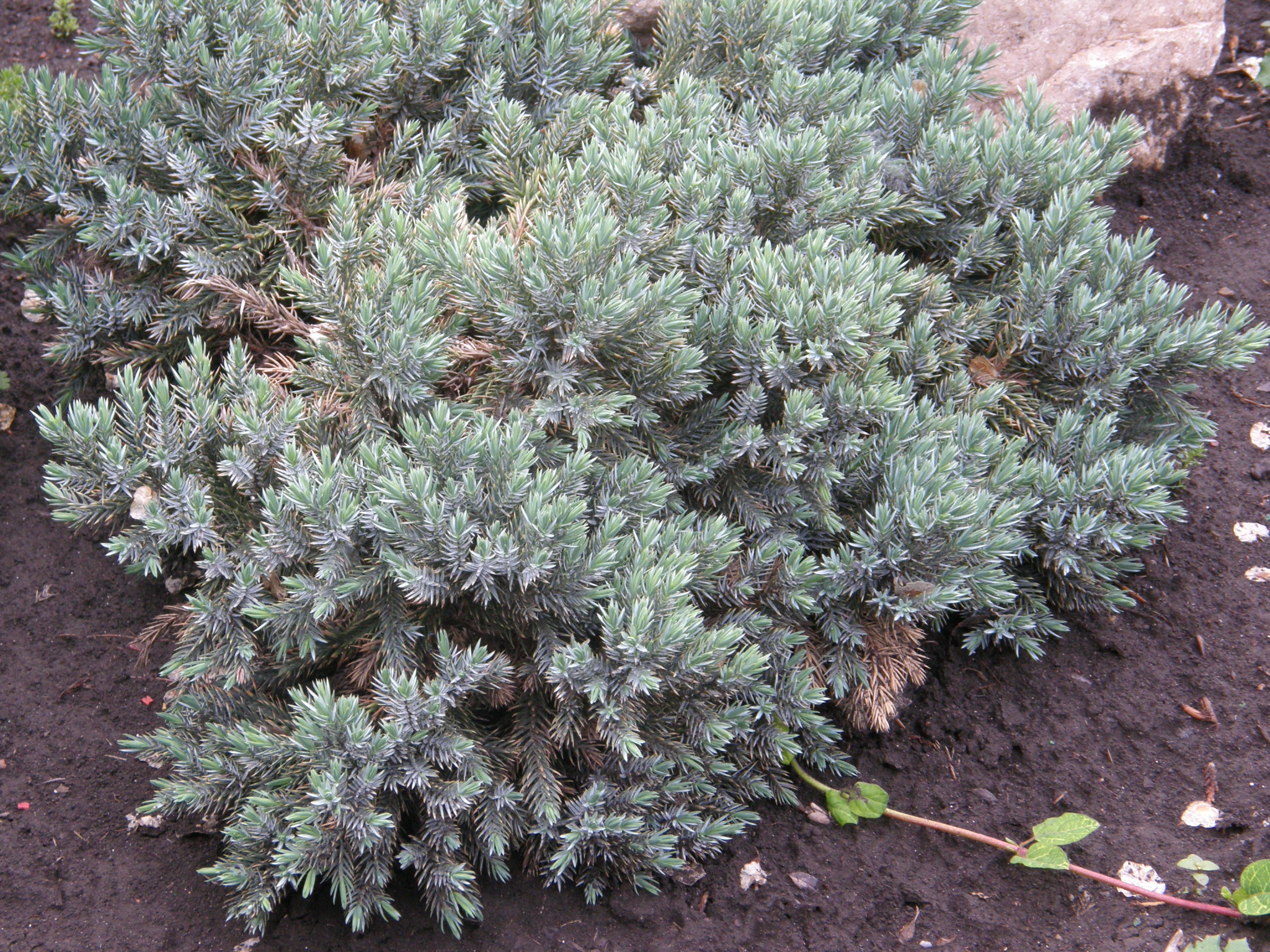
En su hábitat

## Distribución
Nativo del Himalaya,  China, nordeste de Afganistán,  este a oeste de Yunnan en el sudoeste de China, y con subpoblaciones aisladas en el norte al oeste de Gansu, y este de Fujian. Crece a altitudes de 1.600-4.900 m s. n. m.

## Descripción
Es un arbusto (raramente un árbolito) alcanzando 2-10 m de altura (raramente hasta 15 m).

## Variedades
Se aceptan cinco variedades aceptadas, con diferencias entre diferentes autores:
- Juniperus squamata var. squamata - hojas mayormente 5-9 mm.
- Juniperus squamata var. fargesii Rehder & E.H.Wilson - hojas 3-5 mm; confinada a la mitad este de China.
- Juniperus squamata var. hongxiensis Y.F.Yu & L.K.Fu; con frecuencia en la var. squamata.[1]
- Juniperus squamata var. parviflora Y.F.Yu & L.K.Fu; con frecuencia en la var. squamata.[1]
- Juniperus morrisonicola Hayata, de Taiwán, suele tratárselo como sinónimo,[2] o como variedad Juniperus squamata var. morrisonicola (Hayata) H.L.Li & H.Keng,[5] pero es mejor tratado como una especie distinta, ya que tienen distintos perfiles de ADN.[1]

## Cultivo y usos
Juniperus squamata se cultiva ampliamente como una planta ornamental en Europa y Norteamérica, estimado por su follaje azulado, de un color particularmente brillante en los cultivares 'Blue Carpet', 'Blue Star' y 'Meyeri'. El enebro de Meyer (Juniperus squamata 'Meyeri'), en particular, es una antigua variante obtenida en China que tiene ramos de un característico color azul oscuro, como penachos de la hierba.

## Taxonomía
Juniperus squamata fue descrita por Buch.-Ham. ex D.Don y publicado en A Description of the Genus Pinus 2: 17. 1824.
Etimología
Juniperus: nombre genérico que procede del latín iuniperus, que es el nombre del enebro.
squamata: epíteto latíno que significa "con escamas"
Variedades
- Juniperus squamata var. fargesii Rehder & E.H.Wilson
- Juniperus squamata f. wilsonii Rehder

Sinonimia
- Juniperus densa (Carrière) Gordon
- Juniperus franchetiana H.Lév. ex Kom.
- Juniperus recurva var. densa Carrière
- Juniperus recurva var. squamata (Buch.-Ham. ex D.Don) Parl.
- Juniperus squamata var. hongxiensis Y.F.Yu & L.K.Fu
- Juniperus squamata var. meyeri Rehder
- Juniperus squamata var. parvifolia Y.F.Yu & L.K.Fu
- Juniperus squamata var. prostrata Hornibr.
- Juniperus squamata f. prostrata (Hornibr.) Rehder
- Juniperus squamata var. squamata
- Sabina recurva var. densa (Carrière) Antoine
- Sabina squamata (Buch.-Ham. ex D.Don) Antoine[9][10]